# Eleição municipal de Niterói em 2008
A eleição municipal da cidade brasileira de Niterói em 2008 ocorreram no dia 5 de outubro de 2008 e elegeram 1 (um) prefeito, mais o vice de seu partido ou coligação, e 18 (dezoito) vagas a postulantes de cargos proporcionais  (vereadores) na Câmara Municipal de Niterói. O prefeito e o vice-prefeito eleitos assumiram os cargos no dia 1 de janeiro de 2009 e seus mandatos terminaram em dia 31 de dezembro de 2012.
Até o dia 5 de julho de 2008, a 72ª Zona Eleitoral, responsável pela jurisdição de Niterói, recebeu 426 pedidos de registros de candidaturas e coligações. Foram cadastrados no sistema de divulgação de campanha 399 pedidos para candidatos a vereador - sendo que 1 foi considerado "inapto", 5 para prefeito, 5 para vice-prefeito e 8 coligações para as eleições proporcionais.

## Antecedentes
Na eleição municipal de 2004, Godofredo Pinto, do PT, venceu a eleição no primeiro turno com 47,97% dos votos (122.196), seguido pelo candidato do PMDB Moreira Franco, que ficou em segundo lugar com 22,48% dos votos, e pelo candidato do PDT, João Sampaio, em terceiro com 14,42% dos votos válidos. Com a renúncia de Moreira à sua candidatura em 5 de outubro, Sampaio disputou o segundo turno contra Godofredo, que foi reeleito com 65,09% dos votos, contra 34,91% do ex-prefeito.

## Candidatos a Prefeito[6]
| Cor de campanha | Nº | Candidato(a) a prefeito | Candidato(a) a prefeito                                     | Candidato(a) a vice-prefeito | Candidato(a) a vice-prefeito                        | Coligação |
| --------------- | -- | ----------------------- | ----------------------------------------------------------- | ---------------------------- | --------------------------------------------------- | --- |
|                 | 12 |                         | Jorge Roberto Silveira (PDT) Jorge Roberto Saad Silveira    |                              | José Vicente (PPS) José Vicente Filho               | União por Niterói - Partido Democrático Trabalhista (PDT) - Partido Popular Socialista (PPS) - Partido Republicano Brasileiro (PRB) - Partido da República (PR) - Partido da Mobilização Nacional (PMN) - Partido Social Democrata Cristão (PSDC) - Partido Verde (PV) - Partido Trabalhista Brasileiro (PTB) - Partido Trabalhista do Brasil (PTdoB) - Partido Progressista (PP) - Democratas (DEM) - Partido Socialista Brasileiro (PSB) |
|                 | 13 |                         | Rodrigo Neves (PT) Rodrigo Neves Barreto                    |                              | Pedro Lentino (PMDB) Pedro Alfredo Moraes Lentino   | Renova Niterói - Partido dos Trabalhadores (PT) - Partido do Movimento Democrático Brasileiro (PMDB) - Partido Comunista do Brasil (PCdoB) - Partido Social Liberal (PSL) - Partido Trabalhista Cristão (PTC) - Partido Republicano Progressista (PRP) - Partido Social Cristão (PSC) - Partido Trabalhista Nacional (PTN) - Partido Renovador Trabalhista Brasileiro (PRTB)                                                               |
|                 | 31 |                         | Edésio da Cruz Nunes (PHS) Edésio da Cruz Nunes             |                              | Emyr Pereira da Silva (PHS) Emyr Pereira da Silva   | Sem coligação - Partido Humanista da Solidariedade (PHS) |
|                 | 45 |                         | Gegê Galindo (PSDB) João Geraldo Bezerra de Meneses Galindo |                              | Gilza Fernandes (PSDB) Gilza Maria Alves Fernandes  | Sem coligação - Partido da Social Democracia Brasileira (PSDB) |
|                 | 50 |                         | Paulo Eduardo Gomes (PSOL) Paulo Eduardo Gomes              |                              | Aderson Bussinger (PSTU) Aderson Bussinger Carvalho | Frente de Esquerda - Partido Socialismo e Liberdade (PSOL) - Partido Socialista dos Trabalhadores Unificado (PSTU) - Partido Comunista Brasileiro (PCB) |

## Candidatos a Vice-prefeito
Os 5 candidatos da disputa foram, o advogado Aderson Bussinger Carvalho, pelo PSTU (número 50). Advogado Emyr Pereira da Silva, pelo PHS (número 31). Gilza Maria Alves Fernandes, pelo PSDB (número 45), o vereador José Vicente Filho, pelo PPS (número 12) e o professor Pedro Lentino, pelo PBDB (número 13). Todos eles iriam trabalhar junto com o empresário e prefeito eleito Jorge Roberto Silveira.

## Composição das coligações para o cargo de vereador[4]
| Coligação                                     | Partido              | Candidatos |
| --------------------------------------------- | -------------------- | ---------- |
| "Frente de Esquerda" (24 candidatos)          | PSOL                 | 23         |
| "Frente de Esquerda" (24 candidatos)          | PSTU                 | 1          |
| "Frente Democrática Popular" (31 candidatos)  | PT                   | 30         |
| "Frente Democrática Popular" (31 candidatos)  | PTN                  | 1          |
| "Frente Renovadora" (34 candidatos)           | PRTB                 | 10         |
| "Frente Renovadora" (34 candidatos)           | PSC                  | 24         |
| "Juntos por Niterói" (35 candidatos)          | PCdoB                | 11         |
| "Juntos por Niterói" (35 candidatos)          | PRP                  | 24         |
| "Mobilização pela Democracia" (32 candidatos) | DEM                  | 10         |
| "Mobilização pela Democracia" (32 candidatos) | PMN                  | 11         |
| "Mobilização pela Democracia" (32 candidatos) | PSDC                 | 11         |
| "Niterói do Futuro" (31 candidatos)           | PMDB                 | 26         |
| "Niterói do Futuro" (31 candidatos)           | PSL                  | 4          |
| "Niterói do Futuro" (31 candidatos)           | PTC                  | 1          |
| "Niterói Sustentável" (35 candidatos)         | PPS                  | 23         |
| "Niterói Sustentável" (35 candidatos)         | PV                   | 12         |
| "Resgatando Niterói" (33 candidatos)          | PR                   | 18         |
| "Resgatando Niterói" (33 candidatos)          | PRB                  | 15         |
| "Sempre Niterói" (35 candidatos)              | PP                   | 18         |
| "Sempre Niterói" (35 candidatos)              | PTB                  | 17         |
| "Unidos por Niterói" (35 candidatos)          | PDT                  | 35         |
| PHS (sem coligação)                           | PHS (sem coligação)  | 24         |
| PSB (sem coligação)                           | PSB (sem coligação)  | 22         |
| PSDB (sem coligação)                          | PSDB (sem coligação) | 27         |
| TOTAL                                         | TOTAL                | 398        |

Não há ainda registros de candidaturas do PCB ("Frente de Esquerda") e do PT do B ("Unidos por Niterói") no banco de dados do TSE.

## Resultado da eleição

### Prefeito
| Jorge Roberto Silveira (PDT) | José Vicente (PPS)          | 168.465 | 60,80%  |
| Rodrigo Neves (PT)           | Pedro Lentino (PMDB)        | 62.666  | 22,62%  |
| Paulo Eduardo Gomes (PSOL)   | Aderson Bussinger (PSOL)    | 22.111  | 7,98%   |
| Gegê Galindo (PSDB)          | Gilza Fernandes (PSDB)      | 21.646  | 7,81%   |
| Edésio da Cruz Nunes (PHS)   | Emyr Pereira da Silva (PHS) | 2.200   | 0,79%   |
| Total de votos válidos       | Total de votos válidos      | 277.088 | 100,00% |
| Votos apurados               |                             |         |         |
| Votos válidos                | Votos válidos               | 277.088 | 88,77%  |
| Votos em branco              | Votos em branco             | 12.357  | 3,96%   |
| Votos nulos                  | Votos nulos                 | 22.683  | 7,27%   |
| Total de votos apurados      | Total de votos apurados     | 312.128 | 100,00% |
| Eleitores                    |                             |         |         |
| Comparecimento               | Comparecimento              | 312.128 | 88,06%  |
| Abstenções                   | Abstenções                  | 42.315  | 11,94%  |
| Total de eleitores           | Total de eleitores          | 354.443 | 100,00% |
| Total de seções: 1.092       |                             |         |         |

### Vereadores eleitos
| Candidatos           | Partidos | Votos | %    |
| Felipe Peixoto       | PDT      | 8.206 | 2,96 |
| Renatinho            | PSOL     | 4.452 | 1,61 |
| Vitor Junior         | PT       | 4.390 | 1,58 |
| Beto da Pipa         | PMDB     | 4.232 | 1,53 |
| Waldeck              | PT       | 4.140 | 1,49 |
| Dr. Emanuel Rocha    | PDT      | 4.115 | 1,48 |
| Paulo Bagueira       | PPS      | 4.048 | 1,46 |
| José Augusto Vicente | PPS      | 4.013 | 1,45 |
| Rodrigo Farah        | PRP      | 3.997 | 1,44 |
| Gallo                | PDT      | 3.954 | 1,43 |
| Sérgio Fernandes     | PDT      | 3.948 | 1,42 |
| Carlos Macedo        | PRP      | 3.879 | 1,40 |
| Renato Cariello      | PDT      | 3.332 | 1,20 |
| Magaldi              | PP       | 3.311 | 1,19 |
| André Diniz          | PT       | 3.302 | 1,19 |
| Cal                  | PP       | 2.947 | 1,06 |
| Foly                 | PDT      | 2.924 | 1,05 |
| João Gustavo         | PMDB     | 2.807 | 1,01 |

### Representação numérica das coligações na Câmara dos Vereadores
| Coligações        | Votos  | Votos válidos(%) | Número de Vereadores |
| PDT / PT do B     | 67.902 | 24,48            | 6                    |
| PTN / PT          | 34.918 | 12,59            | 3                    |
| PPS / PV          | 32.706 | 11,79            | 2                    |
| PRP / PC do B     | 24.634 | 08,88            | 2                    |
| PP / PTB          | 24.030 | 08,66            | 2                    |
| PMDB / PTC / PSL  | 23.317 | 08,41            | 2                    |
| PCB / PSOL / PSTU | 16.014 | 05,77            | 1                    |
| PRB / PR          | 13.303 | 04,80            | 0                    |
| DEM / PSDC / PMN  | 12.086 | 04,36            | 0                    |
| PRTB / PSC        | 11.367 | 04,10            | 0                    |
| PSDB              | 10.722 | 03,87            | 0                    |
| PSB               | 3.805  | 01,37            | 0                    |
| PHS               | 2.555  | 00,92            | 0                    |

### Estatísticas do eleitorado
| Total de Eleitores | 354.443 |
| Votos Apurados     | 312.128 |
| Abstenções         | 42.315  |

| Votos Válidos | 277.359 |
| Votos Brancos | 14.709  |
| Votos Nulos   | 20.060  |